# زمن العليا (المكلا)

تعديل مصدري - تعديل

زمن العليا هي إحدى قرى عزلة المكلا بمديرية المكلا التابعة لمحافظة حضرموت، بلغ تعداد سكانها 211 نسمة حسب تعداد اليمن لعام 2004.